# Музей природы (Сочи)
Музе́й приро́ды Со́чинского национа́льного па́рка — культурно-просветительское учреждение в микрорайоне Старая Мацеста Хостинского района города Сочи, Краснодарский край, Россия. Представляет собой экспозиционный отдел Сочинского национального парка.
Музей открыт в сентябре 1998 года в здании 1984 года постройки.
Имеет два зала — в первом рассказывается о создании национального парка и истории города-курорта, во втором — о природе района Большого Сочи. Экспозиция состоит из диорамы, чучел животных, гербарий растений, коллекций минералов, срезов древесины, плодов, семян, птичьих яиц, насекомых и минералов.
Адрес: 354000 Россия, город Сочи, ул. Ручей де Симона, 3